# Frederik Christian Winsløw
 Der er for få eller ingen kildehenvisninger i denne artikel, hvilket er et problem. Du kan hjælpe ved at angive troværdige kilder til de påstande, som fremføres i artiklen.

Frederik (Friderich) Christian Winsløw (født 12. marts 1752 i København, død 24. juni 1811 sammesteds) var en dansk kirurg.
Frederik Christian Winsløw fødtes i København som en søn af medaljør Peter Christian Winsløw. Under sin urolige omflakken og rejse til Rusland tog faderen den lille søn med til Stockholm, men forlod ham her.

## Uddannelse og udlandsrejse
Barnet kom da tilbage til moderen i København, og under hjemmets trange kår tog en morbroder, der var barber, sig af ham og begyndte at oplære ham i sit kirurgiske håndværk, hvori han også snart søgte mere videnskabelig uddannelse på Frederiks Hospital og ved forelæsninger af Georg Heuermann; men i øvrigt fik han kun tarvelig undervisning. Den meget smukke, opvakte og fingernemme dreng fik imidlertid velyndere, der tog sig af ham; Christian Friis Rottbøll gjorde ham allerede 1769 til sin prosektor, og samtidig fik han ansættelse som kompagnikirurg. En varm velynder erhvervede han sig derpå i Henrich Callisen, der sørgede for hans videre uddannelse ved Theatrum anatomicum og 1771 fik ham udnævnt til sin underkirurg ved Søkvæsthuset.
Samme år lykkedes det ham, vistnok ved Rottbølls fortsatte protektion, at blive privat immatrikuleret som student, hvorved Vejen banedes for ham til at blive prosektor ved Københavns Universitet, hvilken post Callisen efter sin udnævnelse til universitetsprofessor i 1773 skaffede ham. Samme år fungerede han tillige som søoverkirurg. Uden at have afsluttet sine kursus ved det kirurgiske teater (Testimonium herfra fik han 1776) blev han 1775 udnævnt til reservekirurg ved Frederiks Hospital, først under overkirurgen Alexander Kølpin, hvis dygtighed var ham til megen nytte, dernæst under Behrens, hvis svagelighed gav rig lejlighed til kirurgisk virken for den unge, nu habile assistent. Her blev den indflydelsesrige livmedikus Johan Just von Berger, som medlem af hospitalets direktion, opmærksom på hans talent og energi og skaffede ham 1777 understøttelse til at foretage en længere studierejse.
Hovedopholdet gjorde han i Paris, hvor han havde en slægtning i Madame de la Sourdière, Jacob Benignus Winsløws datter, og hvor han høstede særligt udbytte af den store kirurg Pierre-Joseph Desault undervisning. Her fra drog han videre til London, hvor de berømte brødre John Hunter og William Hunter var hans lærere.

## Kirurgfejden
Hjemkommen 1780 blev han ved Behrens’ død 1781 dennes efterfølger som overkirurg ved hospitalet og gjorde i sin funktionstid i de følgende 14 år udmærket fyldest som praktisk kirurg og operatør, ligesom også som klinisk lærer for de studerende. Hurtig erhvervede han sig også en udstrakt og indbringende privat praksis. I disse års heftige krig mellem medicinerne og kirurgerne, fra disses side på særlig blodig måde rettet mod Callisen, stod Winsløw fremskudt og decideret på sine nærmeste standsfællers side uden at hæmmes af pietetshensyn til sin tidligere velgører, og da det lykkedes kirurgerne 1785 at få det Chirurgiske Akademie oprettet, blev han udnævnt til professor derved og vandt som lærer i anatomi og kirurgi forøget anerkendelse.

## Skudsmål
Litterært eller videnskabelig anlagt var han ikke, der foreligger kun fra hans Hånd nogle små og ubetydelige bidrag til tidsskrifterne. Han var og blev den eminente praktiker, der
"foragtede Lærdom af Bøger", som Joachim Dietrich Brandis senere sagde om ham i sin mindetale i det medicinske Selskab.
Men i alle rent praktiske spørgsmål, der var fremme i hans tid på lægevidenskabens område, tog han virksom del, således særlig til fremme af den nye vaccination, af hvis hurtige indførelse i Danmark han har betydelig fortjeneste. Under belejringen og bombardementet af København 1807 virkede han dygtig for organisation af lazaretter og fungerede selv som overkirurg ved et sådant. Som hofkirurg (fra 1801) var han et virksomt medlem af Frederiks Hospitals direktion, ligesom af det 1803 oprettede Sundhedskollegium.
Efterhånden hæmmedes dog hans virkelyst af legemlig svagelighed. En leversygdom med vattersot medførte mange lidelser og voldte 24. juni 1811 hans død. Kort i forvejen var han blevet etatsråd, og 1809 var han blevet Ridder af Dannebrog. Han var ugift og anvendte største delen af sin formue (20000 rigsdaler) til et legat til bedste for Frederiks Hospital og Fødselsstiftelsen.
Han er begravet på Assistens Kirkegård.

## Gengivelser
- Portrætmaleri af Jens Juel (1784, Københavns Universitet), efter dette kopi samt stik af Georg Haas
- Tegning af C.A. Ehrensvärd (1799)
- Portrætmaleri af C.A. Lorentzen, efter dette stik af Andreas Flint (1813)
- Portrætmaleri af Niels Moe kopieret efter C.A. Lorentzen (Det Nationalhistoriske Museum på Frederiksborg Slot)
- Buste af Nicolai Dajon (Københavns Universitet)
- Silhouet af C. Limprecht (Det Kongelige Bibliotek)